# Nieve Ella
Nieve Ella Pickering (nacida el 1 de enero de 2003) es una cantante británica. Su lanzamiento de 2023, Young & Naive/Lifetime of Wanting, se ubicó en el puesto 38 en la lista de álbumes independientes del Reino Unido. También ha apoyado a Dylan, Inhaler, The Courteeners y Girl in Red, y es miembro de Loud LDN.

## Biografía

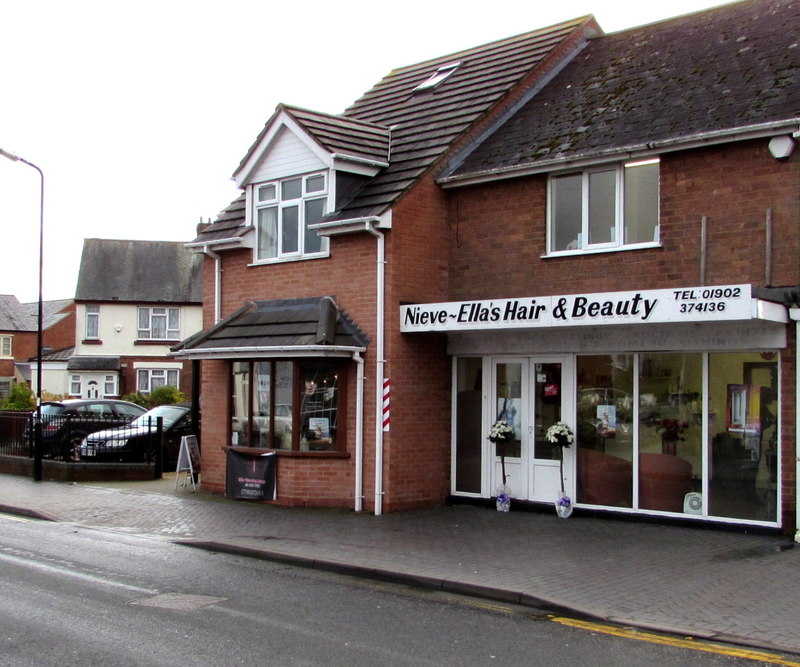
Nieve-Ella's Hair & Beauty.

Nieve Ella Pickering nació el 1 de enero de 2003, creció en Albrighton, al este de Shropshire, y tiene dos hermanos. Su padre se mudó a España cuando ella era niña, sin haber vivido nunca con Nieve Ella, y murió cuando ella tenía once años, mientras que su madre, Helen, es peluquera y nombró su salón de Albrighton High Street «Nieve-Ella's Hair & Beauty» en su honor, posteriormente lo renombró como «Nieve Ella's Hair Salon». Su primer interés musical fue en High School Musical. Mientras crecía, postuló dos veces para participar en Britain's Got Talent; en 2020, durante el confinamiento por la pandemia de COVID-19 en el Reino Unido, descubrió la guitarra de su difunto padre y aprendió a tocarla sola después de estudiar tablaturas en línea, escribiendo su primera canción, «Four Years Gone», en menos de una semana.
Asistió al Telford College, pero abandonó el estudio después de recibir duras críticas por sus habilidades para tocar la guitarra y decidió continuar aprendiendo por su cuenta. Su primer sencillo, «Girlfriend», fue lanzado en julio de 2022 en AWAL; el siguiente diciembre, lanzó «Glasshouses», una canción sobre el duelo, y el mes siguiente, lanzó un EP de cinco pistas, Young & Naive, que incluía «19 In a Week», una canción sobre la adolescencia. En febrero de 2023, apoyó a Dylan e Inhaler en una gira. Luego lanzó «Big House», una canción de rock escrita sobre el deseo de vivir con su novio, y en mayo de 2023, lanzó «His Sofa», una canción de amor sobre sus inseguridades. Luego apoyó a los Courteeners en el Festival de Lytham.
El siguiente julio, lanzó «Your Room», que fue lanzado junto con un video musical, y que describía al nuevo novio de una expareja y su fascinación por Phoebe Bridgers; el mes siguiente, ella y Hannah Grae actuaron en el Festival de Reading. En septiembre de 2023, lanzó el EP Lifetime of Wanting, que incluía «Big House», «His Sofa» y «Your Room». Tanto este como Young & Naive fueron lanzados en vinilo por Blood Records en noviembre; dicho lanzamiento alcanzó el puesto n.° 38 en la lista de álbumes independientes del Reino Unido a finales de ese mes. Más tarde ese mes, anunció una breve gira en solitario en febrero de 2024, durante la cual hizo una versión de «Iris» de Goo Goo Dolls y «You and Me Song» de The Wannadies. En diciembre de 2023, apareció en Dork's Hype List, y en marzo de 2024, lanzó «The Things We Say», que escribió poco después de discutir con su mejor amiga.

## Influencias
Sus primeros trabajos se inspiraron en Billie Eilish, mientras que sus trabajos posteriores, incluido «Girlfriend», se inspiraron en Sam Fender, a quien vio en vivo en Birmingham en agosto de 2021. En julio de 2023, Wonderland describió su música como indie pop. Es miembro de Loud LDN, un colectivo de músicos mujeres y de género queer con sede en Londres fundado en mayo de 2022.

## Reconocimientos

### Listas
| Publicación         | Lista              | Año  | Ref.   |
| ------------------- | ------------------ | ---- | ------ |
| Dark                | Hype List 2024     | 2023 | [ 31 ] |
| See Tickets         | Ones To Watch 2024 | 2023 | [ 32 ] |
| When the Horn Blows | Ones To Watch 2024 | 2023 | [ 33 ] |

## Discografía

### EP
| Título                  | Detalles                                                                                            |
| ----------------------- | --------------------------------------------------------------------------------------------------- |
| Young & Naive           | - Lanzamiento: 19 de enero de 2023 - Sello: AWAL - Formato: Descarga digital, streaming, vinilo     |
| Lifetime of Wanting     | - Lanzamiento: 1 de septiembre de 2023 - Sello: AWAL - Formato: Descarga digital, streaming, vinilo |
| Watch It Ache and Bleed | - Lanzamiento: 17 de octubre de 2024 - Etiqueta: AWAL - Formato: Descarga digital, streaming        |

## Videos musicales
| Título                                | Año  | Ref.   |
| ------------------------------------- | ---- | ------ |
| «Girlfriend»                          | 2022 | [ 36 ] |
| «Blu Shirt Boy»                       | 2022 | [ 36 ] |
| «Fall 4 U»                            | 2022 | [ 36 ] |
| «Glasshouses»                         | 2022 | [ 36 ] |
| «19 In A Week»                        | 2023 | [ 36 ] |
| «Big House»                           | 2023 | [ 36 ] |
| «His Sofa»                            | 2023 | [ 36 ] |
| «Your Room»                           | 2023 | [ 36 ] |
| «Car Park»                            | 2023 | [ 36 ] |
| «The Things We Say»                   | 2024 | [ 36 ] |
| «Ganni Top (She Gets What She Needs)» | 2024 | [ 36 ] |

## Giras

### Encabezando cartelera
- Lifetime of Wanting Tour (2024)[37]
- Watch It Ache and Bleed Tour (2025)[38]

### Telonera
- Dylan - The Greatest Thing I'll Never Learn Tour (2023)[39]
- Inhaler - Cuts and Bruises Tour (2023)[40]
- Inhaler - European Tour (2023)[41]
- Girl in Red - Doing It Again Tour[42]
- Bradley Simpson - The Panic Years Tour (2025)[43]